# Cerentino
Cerentino (in dialetto ticinese Cerentin) è un comune svizzero di 51 abitanti del Canton Ticino, nel distretto di Vallemaggia.

## Geografia fisica
Cerentino è situato nella valle Rovana, alla confluenza tra il fiume Rovana, che scende dalla Valle di Campo, e il Ri di Bosco, che scende da Bosco Gurin. Le frazioni sono poste a varie altezze su terrazzi soleggiati che guardano perlopiù a sud, con le eccezioni di Corino e Camanoglio che guardano a ovest.

## Storia
Nel febbraio 1951, una serie di valanghe si abbatterono sulle strade che mettevano in collegamento Cerentino a Bosco Gurin e Campo, isolando questi ultimi due villaggi per parecchie settimane.

## Monumenti e luoghi d'interesse
- Chiesa parrocchiale di Santa Maria, già della Madonna delle Grazie, attestata dal XV secolo[1];
- Ossario, situato in prossimità della parrocchiale, adornato da un affresco del Settecento sul tema del Purgatorio;[3]
- Oratorio di Sant'Antonio da Padova in località Camanoglio, eretto nel 1602[senza fonte];
- Oratorio di San Giuseppe in località Ca' Torelli, eretto nel 1680[senza fonte];
- Oratorio della Santissima Trinità in località Corino, eretto nel 1720[senza fonte];
- Oratorio di San Giovanni Nepomuceno in località Collinasca, eretto nel 1761[senza fonte];
- Casa parrocchiale, forse di origine medievale e rimaneggiata nel XVII e nel XVIII secolo[senza fonte].

## Società

### Evoluzione demografica
L'evoluzione demografica è riportata nella seguente tabella:
Abitanti censiti

## Geografia antropica

### Frazioni
Il comune raggruppa nove frazioni: Ca' Torelli, Camanoglio, Casa Bazzi, Casa Giunzi, Collinasca, Corino, Corte di sopra, Corte di sotto (frazione principale), Pedipiodi.

## Economia
Vista l'esiguità della popolazione, l'economia di Cerentino è piuttosto limitata. Esistono tuttora alcune aziende agricole familiari che si dedicano soprattutto all'allevamento di bestiame da latte e da carne (mucche, capre, pecore, asini). D'estate molti animali vengono trasferiti sugli alpi (malghe) del resto della valle, dove si produce il formaggio Vallemaggia.
Dal 2004 presso la frazione di Collinasca è in funzione una piccola centrale elettrica di 1 440 kW, dotata di una turbina Pelton a quattro getti e che sfrutta i 262 metri di dislivello del Ri di Bosco. Il bacino di accumulazione si trova presso la frazione di Corino, accanto alla strada per Bosco Gurin. Sul versante opposto alla strada che sale da Cevio sono ancora in funzione delle cave per l'estrazione di calcare.

## Infrastrutture e trasporti
A Corte di sotto si trova il bivio della strada che inizia 10 km prima a Cevio, capoluogo della Vallemaggia. Al bivio a sinistra la strada prosegue per le frazioni del comune di Campo e termina dopo circa 7 km a Cimalmotto (1 405 m s.l.m.); a destra invece la strada prosegue per circa 7 km fino alla stazione sciistica di Bosco Gurin, posta a 1 504 m s.l.m.

## Amministrazione
Ogni famiglia originaria del luogo fa parte del cosiddetto comune patriziale e ha la responsabilità della manutenzione di ogni bene ricadente all'interno dei confini del comune. Dalla seconda metà del XX secolo vi possono far parte anche i figli di una patrizia sposata con un non patrizio e le mogli patrizie sposate con un non patrizio.